# Devasthanam (Tamil Nadu)
Devasthanam es una ciudad censal situada en el distrito de Tirupattur en el estado de Tamil Nadu (India). Su población es de 4963 habitantes (2011). Se encuentra a 74 km de Vellore y a 79 km de Tiruvannamalai.

## Demografía
Según el censo de 2011 la población de Devasthanam era de 4963 habitantes, de los cuales 2497 eran hombres y 2466 eran mujeres. Devasthanam tiene una tasa media de alfabetización del 79,95%, inferior a la media estatal del 80,09%: la alfabetización masculina es del 86,59%, y la alfabetización femenina del 73,32%.